# Athysanella achena
Athysanella achena är en insektsart som beskrevs av Blocker 1985. Athysanella achena ingår i släktet Athysanella och familjen dvärgstritar. Inga underarter finns listade i Catalogue of Life.